# 2:40-Stunden-Rennen von Virginia 2023

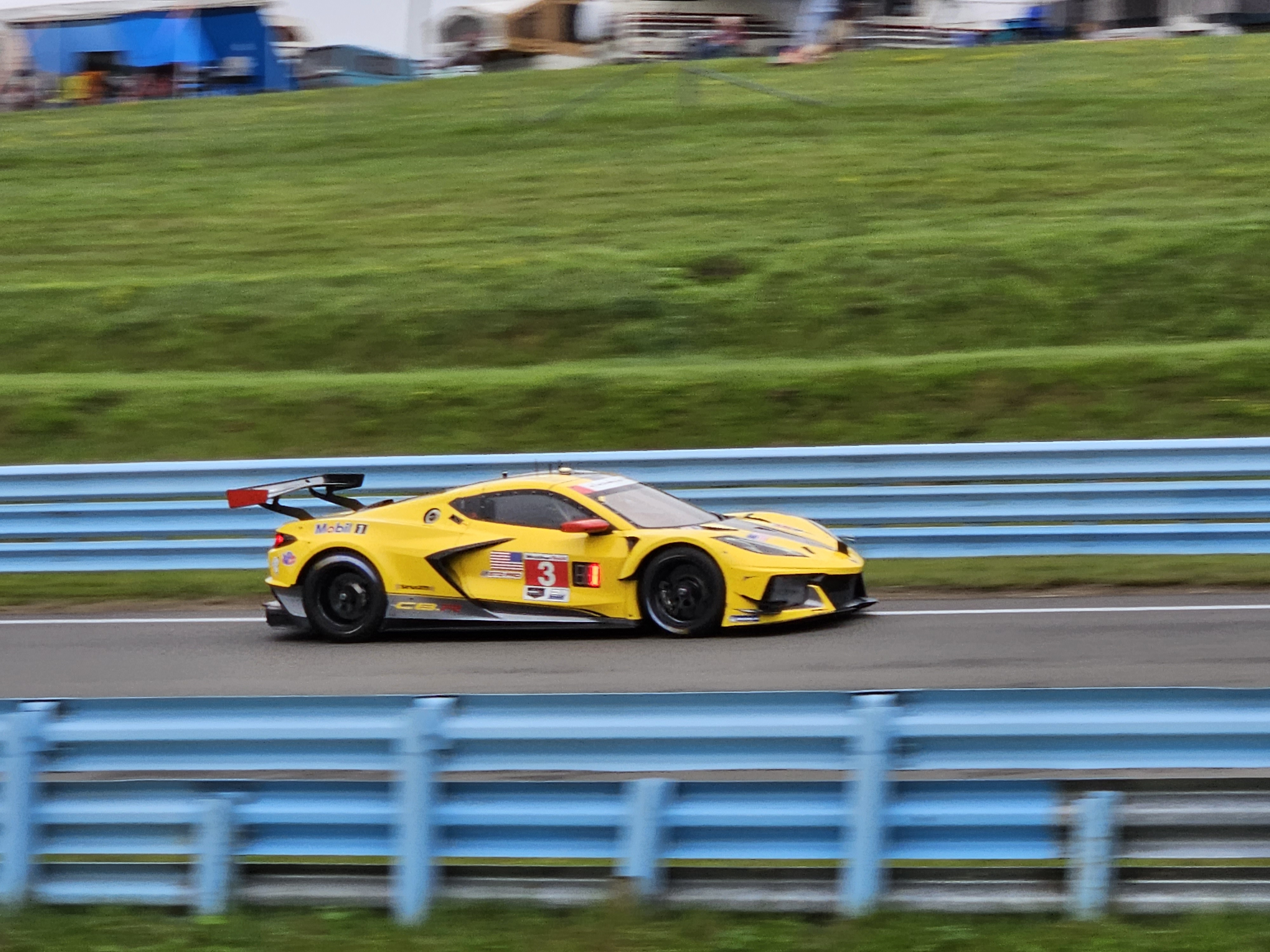
Chevrolet Corvette C8.R GTD mit der Startnummer 3, Siegerwagen von Antonio García und Jordan Taylor, hier beim 6-Stunden-Rennen von Watkins Glen 2023

Das 2:40-Stunden-Rennen von Virginia 2023, auch 2023 Michelin GT Challenge at VIR, fand am 27. August auf dem Virginia International Raceway statt und war der neunte Wertungslauf der IMSA WeatherTech SportsCar Championship dieses Jahres.

## Das Rennen
Das Rennen in Virginia war der zweite Saison-Wertungslauf, bei dem nur die Rennwagen der GT-Klassen startberechtigt waren. Nach dem Erfolg von Ross Gunn und Alex Riberas im Aston Martin Vantage AMR GT3 beim 2:40-Stunden-Rennen von Lime Rock 2023 siegten auf dem International Raceway Antonio García und Jordan Taylor im Chevrolet Corvette C8.R GTD. Wie in Lime Rock belegten Ben Barnicoat und Jack Hawksworth im Lexus RC F GT3 den zweiten Gesamtrang.

## Ergebnisse

### Schlussklassement
| 1           | GTD-Pro | 3  | Corvette Racing                        | Antonio García Jordan Taylor      | Chevrolet Corvette C8.R GTD   | 81  |
| 2           | GTD-Pro | 14 | Vasser Sullivan Racing                 | Ben Barnicoat Jack Hawksworth     | Lexus RC F GT3                | 81  |
| 3           | GTD     | 1  | Paul Miller Racing                     | Bryan Sellers Madison Snow        | BMW M4 GT3                    | 81  |
| 4           | GTD     | 96 | Turner Motorsport                      | Robby Foley Patrick Gallagher     | BMW M4 GT3                    | 81  |
| 5           | GTD     | 57 | HTP Winward Racing                     | Philip Ellis Russell Ward         | Mercedes-AMG GT3 Evo          | 81  |
| 6           | GTD-Pro | 95 | Turner Motorsport                      | Bill Auberlen Chandler Hull       | BMW M4 GT3                    | 81  |
| 7           | GTD     | 12 | Vasser Sullivan Racing                 | Frankie Montecalvo Aaron Telitz   | Lexus RC F GT3                | 81  |
| 8           | GTD     | 80 | AO Racing Team                         | P. J. Hyett Sebastian Priaulx     | Porsche 911 GT3 R (992)       | 81  |
| 9           | GTD     | 70 | Inception Racing                       | Brendan Iribe Frederik Schandorff | McLaren 720S GT3 Evo          | 181 |
| 10          | GTD     | 91 | Kelly-Moss with Riley                  | Alan Metni Kay van Berlo          | Porsche 911 GT3 R (992)       | 81  |
| 11          | GTD     | 77 | Wright Motorsports                     | Alan Brynjolfsson Trent Hindman   | Porsche 911 GT3 R (992)       | 81  |
| 12          | GTD-Pro | 9  | Pfaff Motorsports                      | Klaus Bachler Patrick Pilet       | Porsche 911 GT3 R (992)       | 81  |
| 13          | GTD     | 66 | Gradient Racing                        | Katherine Legge Sheena Monk       | Acura NSX GT3 Evo22           | 81  |
| 14          | GTD     | 32 | Team Korthoff Motorsports              | Mikaël Grenier Mike Skeen         | Mercedes-AMG GT3 Evo          | 81  |
| 15          | GTD-Pro | 23 | Heart of Racing Team                   | Ross Gunn Alex Riberas            | Aston Martin Vantage AMR GT3  | 81  |
| 16          | GTD     | 27 | Heart of Racing Team                   | Roman De Angelis Marco Sørensen   | Aston Martin Vantage AMR GT3  | 81  |
| 17          | GTD-Pro | 79 | WeatherTech Racing                     | Jules Gounon Daniel Juncadella    | Mercedes-AMG GT3 Evo          | 79  |
| Ausgefallen |         |    |                                        |                                   |                               |     |
| 18          | GTD     | 78 | Forte Racing Powered by US RaceTronics | Misha Goikhberg Loris Spinelli    | Lamborghini Huracán GT3 Evo 2 | 28  |
| 19          | GTD     | 92 | Kelly-Moss with Riley                  | David Brule Alec Udell            | Porsche 911 GT3 R (992)       | 4   |

### Nur in der Meldeliste
Hier finden sich Teams, Fahrer und Fahrzeuge, die ursprünglich für das Rennen gemeldet waren, aber aus den unterschiedlichsten Gründen daran nicht teilnahmen.
| Pos. | Klasse | Nr. | Team               | Fahrer                       | Chassis                      |
| ---- | ------ | --- | ------------------ | ---------------------------- | ---------------------------- |
| 20   | GTD    | 94  | Andretti Autosport | Jarett Andretti Gabby Chaves | Aston Martin Vantage AMR GT3 |

### Klassensieger
| Klasse  | Fahrer         | Fahrer        | Fahrzeug                    | Platzierung im Gesamtklassement |
| ------- | -------------- | ------------- | --------------------------- | ------------------------------- |
| GTD-Pro | Antonio García | Jordan Taylor | Chevrolet Corvette C8.R GTD | Gesamtsieg                      |
| GTD     | Bryan Sellers  | Madison Snow  | BMW M4 GT3                  | Rang 3                          |

### Renndaten
- Gemeldet: 20
- Gestartet: 19
- Gewertet: 17
- Rennklassen: 2
- Zuschauer: unbekannt
- Wetter am Renntag: trocken und warm
- Streckenlänge: 5,262 km
- Fahrzeit des Siegerteams: 2:41:28,719 Stunden
- Gesamtrunden des Siegerteams: 81
- Gesamtdistanz des Siegerteams: 426,222 km
- Siegerschnitt: 158,380 m/h
- Pole Position: Jack Hawksworth – Lexus RC F GT3 (#14) – 1:44,780 = 180,810 km/h
- Schnellste Rennrunde: Ben Barnicoat – Lexus RC F GT3 (#14) – 1:44,916 = 180,570 km/h
- Rennserie: 9. Lauf zur IMSA WeatherTech SportsCar Championship 2023